# Lyndon (hrabstwo Juneau)
Lyndon – miasto w Stanach Zjednoczonych, w stanie Wisconsin, w hrabstwie Juneau.